# Frühstückskuchen

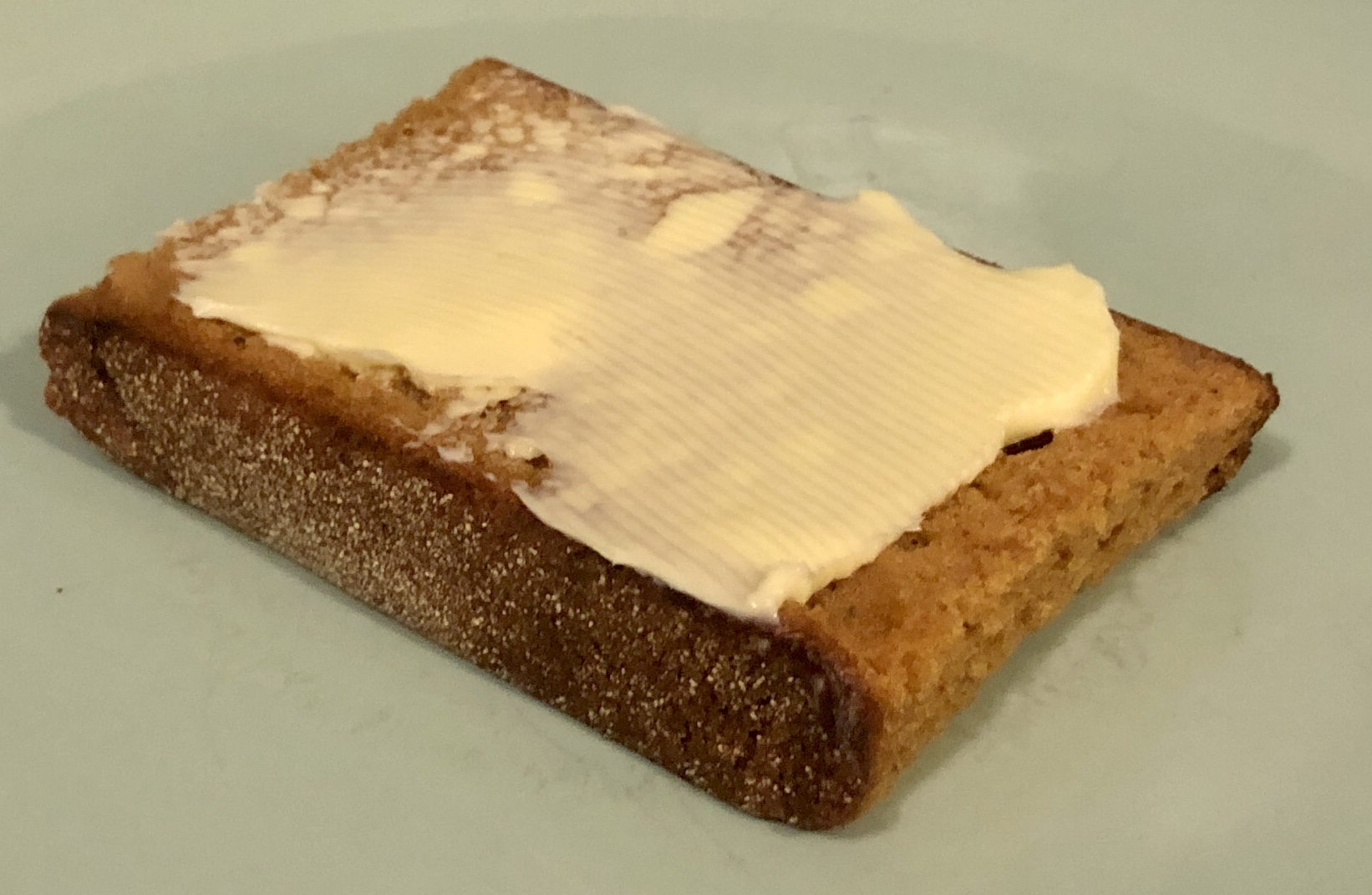
Ontbijtkoek mit Butter

Frühstückskuchen (niederländisch Ontbijtkoek) sind hohe Honig- und Lebkuchen, die hauptsächlich in den Niederlanden und Belgien, aber auch in Deutschland (Braunschweig, Oldenburg und Rheinland) als Frühstücksgebäck beliebt sind.
Hohe Lebkuchen nach Art der niederländischen Frühstückskuchen werden als Platten auf großen Blechen gebacken. Sie unterscheiden sich von den flachen Lebkuchen in der Form und im Wassergehalt, der mit 15 bis 22 Prozent wesentlich höher als bei anderen Dauerbackwaren ist. Dies bewirkt die elastisch-weiche Beschaffenheit und den saftigfrischen Geschmack. Die Verarbeitung besonderer Zusätze erhöht die Frischhaltung: die Verarbeitung von Roggenmehl, Invertzucker in Form von Bienenhonig oder Kunsthonig bzw. Invertsirup, sowie der Zusatz von Eigelb und Quellstoffen wie Pektin, Apfelmark. In Deutschland verwendet man Roggenmehl bei der Honig- und Lebkuchenherstellung meist nur anteilmäßig in Mengen von 20 bis 30 % des Gesamtmehles. Niederländische und belgische Frühstückslebkuchen werden dagegen ganz aus reinem, niedrig ausgemahlenem Roggenmehl hergestellt. Bei diesen Honig- und Lebkuchen spielt auch Stärkezucker als Süßungsmittel eine wichtige Rolle, der an Stelle von gewöhnlichem Zucker verwendet wird und geringer süßt, was für die Verwendung des Frühstückslebkuchens in den Niederlanden und Belgien von Bedeutung ist, da dort der dicke Lebkuchen ähnlich wie der westfälische Pumpernickel verzehrt wird. Man legt eine Scheibe des Ontbijtkoek auf eine mit Butter bestrichene, oft auch mit Käse oder Wurst belegte Weißbrotscheibe und verzehrt beide gemeinsam zu Tee oder Kaffee zum Frühstück. Kruidkoek  („Gewürzkuchen“) sind die Vorläufer des typisch holländischen Frühstückskuchen (ontbijtkoek).